# Os-Marsillon
Os-Marsillon ist eine französische Gemeinde mit 548 Einwohnern (Stand 1. Januar 2022) im Département Pyrénées-Atlantiques in der Region Nouvelle-Aquitaine (vor 2016: Aquitanien). Die Gemeinde gehört zum Arrondissement Pau und zum Kanton Le Cœur de Béarn (bis 2015: Kanton Lagor).

## Geographie
Os-Marsillon liegt ca. 25 km nordwestlich von Pau in der historischen Provinz Béarn. Die Gemeinde gehört zum Industriegebiet von Lacq.
Umgeben wird der Ort von den Nachbargemeinden:
| Abidos | Lacq                                        | Artix    |
|        | Kompassrose, die auf Nachbargemeinden zeigt | Pardies  |
| Lagor  | Lahourcade Mourenx                          | Noguères |

Os-Marsillon liegt im Einzugsgebiet des Flusses Adour. Der Gave de Pau strömt durch das Gebiet der Gemeinde zusammen mit seinen Nebenflüssen, der Bayse und dem Luzoué.

## Geschichte
In der Volkszählung des Béarn im Jahre 1385 wurden in Os sieben Häuser gezählt. Darunter befand sich ein Adelssitz, das Haus des Pfarrers, ein von Cagots bewohntes Haus und zwei unbewohnte Häuser. Cagots bildeten eine Personengruppe, die vom 13. bis weit ins 19. Jahrhundert hinein in Spanien und Frankreich aus heute noch unbekannten Gründen diskriminiert und weitgehend vom gesellschaftlichen Leben ausgeschlossen war. Os gehörte zu der Zeit zur Bailliage von Lagor und Pardies. Der Abt des Laienklosters war gleichzeitig Grundherr von Os und unterstand dem Vicomte von Béarn. Auf Anweisung des französischen Königs Heinrich IV. erhielt Os am 9. Dezember 1609 rund 84 Hektar Weideland als Gemeinschaftseigentum, das vorher als freies Weideland von den umliegenden Dörfern genutzt wurde. Dieses Recht wurde allerdings beibehalten. Der französische König Ludwig XIV. veranlasste im Jahr 1673 eine Volkszählung und für die Adeligen eine Angabe ihrer Besitztümer. Als Ergebnis wurde die Gerichtsbarkeit in Os geteilt. Acht Häuser verblieben in der Gerichtsbarkeit des Laienklosters, 22 Häuser wurden der Jurisdiktion des Königs überstellt.
In der Volkszählung des Béarn im Jahre 1385 wurden in Marsillon 16 Häuser gezählt, darunter ein Adelssitz und zwei unbewohnte Häuser. Das Laienkloster bestand seit dem 12. Jahrhundert. Das Gebäude wurde auf einem künstlichen Erdhügel errichtet und im 20. Jahrhundert schließlich abgerissen. Wie Os unterstand auch Marsillon der Bailliage von Lagor und Pardies. Ein außergewöhnliches Hochwasser des Gave im Juni und Juli 1790 riss einen Teil des Dorfes weg, darunter das Rathaus und die Pfarrkirche von Marsillon. Die Pfarrgemeinde von Marsillon, plötzlich ohne Kirche, entschied sich für eine Zusammenlegung mit der Gemeinde von Os, die offiziell am 14. April 1841 vollzogen wurde. Im 20. Jahrhundert profitierte die Gemeinde Os-Marsillon vom Erdgasvorkommen von Lacq und der entstandenen Industriezone.
Toponyme und Erwähnungen von Os waren:
- Aoss (12. Jahrhundert, Manuskriptsammlung von André Duchesne, Band 114, Blatt 80),
- Ous (1220, Urkunden des Malteserordens in Caubin),
- Dosse (13. Jahrhundert, fors de Béarn, Manuskript aus dem 14. Jahrhundert, S. 35),
- Oos (1343 und 1385, Notare aus Pardies, Nr. 2 bzw. Volkszählung im Béarn),
- Os (1750 und 1793, Karte von Cassini bzw. Notice Communale),
- Oos (1801, Bulletin des lois) und
- Os (1863, Dictionnaire topographique Béarn-Pays basque).[4][2][5][6]

Toponyme und Erwähnungen von Marsillon waren:
- Marcello (1128, Urkunden aus Aubertin),
- Marcelo (12. Jahrhundert, laut Pierre de Marcas Buch Histoire de Béarn, S. 421 und S. 447),
- Marselhoo (1220, Urkunden des Malteserordens in Caubin),
- Marcelhoo und Sent-Martii de Marcelhon (1344, Notare aus Pardies, Nr. 2, Blatt 92),
- Marssalhoo (1385, Volkszählung im Béarn),
- Marsselhon (1443, Notare aus Oloron, Nr. 4, Blatt 76),
- Marseilhon (1607, Vorschrift von Lagor),
- Marsillon (1750, Karte von Cassini bzw. Notice Communale),
- Marseillou (1766, Grundbuch von Marsillon),
- Marceillon (1793, Notice Communale),
- Marceillou (1801, Bulletin des lois) und
- Marsillon (1863, Dictionnaire topographique Béarn-Pays basque).[4][5][7]

### Einwohnerentwicklung
Nach dem Zusammenschluss der beiden ehemaligen Gemeinden Os und Marsillon im Jahre 1841 bewegte sich die Einwohnerzahl fast durchweg auf einem Niveau von rund 350 Einwohnern bis zu den 1920er Jahren. Die Gemeinde schrumpfte in der Folge bis zu den 1950er Jahren auf rund 250, bis die Erschließung des Gasvorkommens von Lacq und der damit verbundene Aufbau von Industrie- und Dienstleistungsbetrieben einen erheblichen Wachstumsschub brachte, der noch heute anhält.
| Jahr      | 1962 | 1968 | 1975 | 1982 | 1990 | 1999 | 2006 | 2009 | 2022 |
| --------- | ---- | ---- | ---- | ---- | ---- | ---- | ---- | ---- | ---- |
| Einwohner | 275  | 310  | 377  | 357  | 434  | 414  | 461  | 447  | 548  |

## Sehenswürdigkeiten

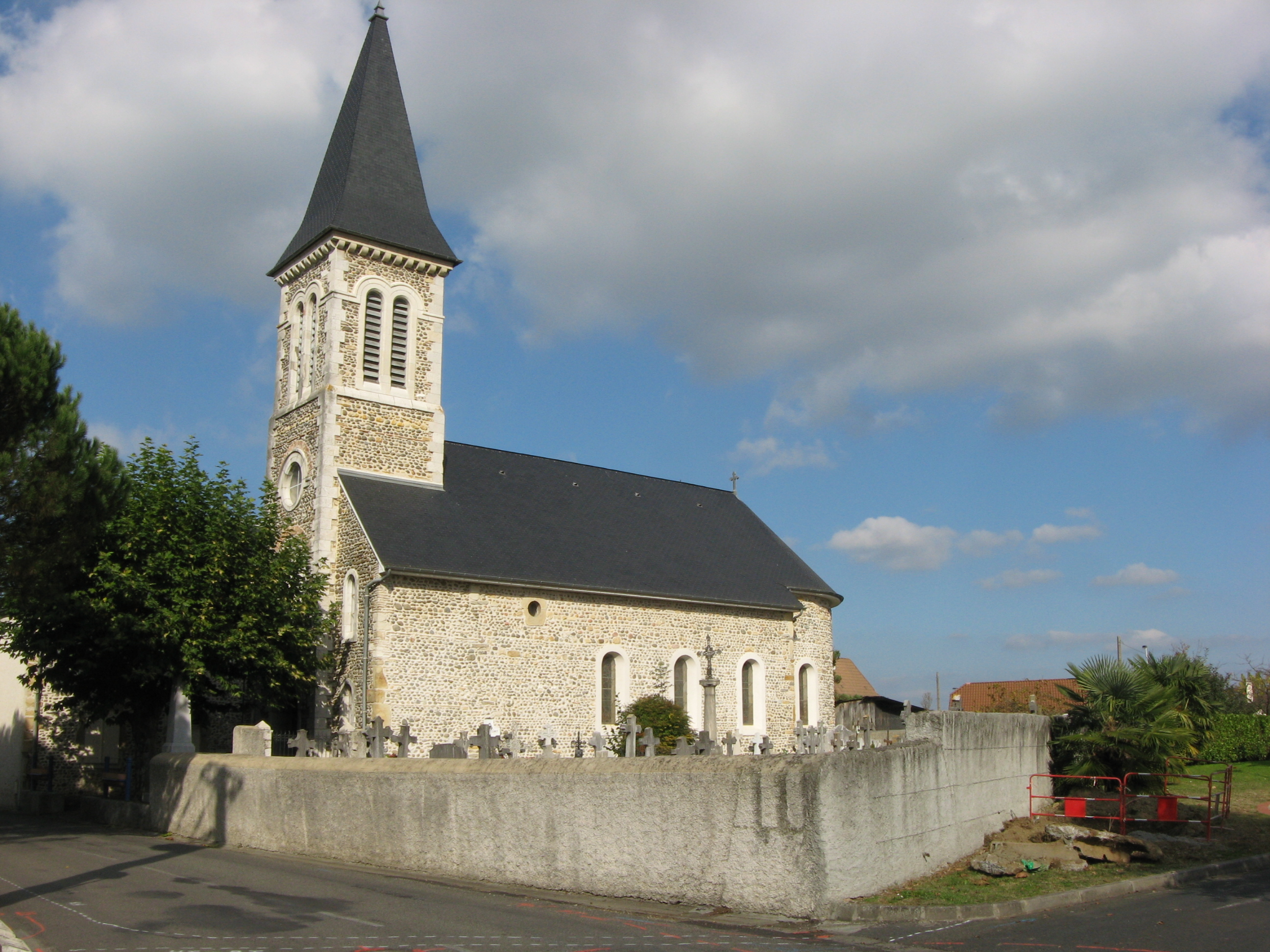
Pfarrkirche Saint-Pierre in Os

- Pfarrkirche in Os, gewidmet dem Apostel Petrus. Die ursprüngliche Kirche entstand im 14. oder 15. Jahrhundert und wurde zur Pfarrkirche der neuen Gemeinde Os-Marsillon. 1867 wurde der Glockenturm errichtet und damit wurde wahrscheinlich insgesamt die gesamte heutige Kirche unter der Leitung des Architekten Henri d’Arnaudat neu gebaut. 1878 wurden Bleiglasfenster, Werke der renommierten Glasmalerei Mauméjean aus Pau, eingesetzt. Im Frühjahr 1993 wurde der Helm des Glockenturms ersetzt. Die Eingangstür der Kirche ist aus Holz gearbeitet mit zwei schweren Türblättern mit einer einfachen Struktur aus je zwei vertikalen und zwei horizontalen aufgesetzten Latten, ansonsten aber ohne weitere Verzierung. Das einschiffige Langhaus wird mit einer halbrunden Apsis verlängert. Im Kircheninnern befindet sich ein Altaraufsatz aus Holz mit bemalten Elementen aus imitiertem Marmor.[9][10][11][2]

- Ehemaliges Pfarrhaus. Das Pfarrhaus von Os-Marsillon ist im 19. Jahrhundert unweit der Pfarrkirche aus Kieselsteinen des Gave gebaut, mit einem leichten Putz bedeckt. Es bewahrte seine ursprüngliche Eingangstür, die nach dem traditionellen Stil gearbeitet ist. Im oberen Teil des Türblatts ist ein Oberlicht eingesetzt, wie es oft bei Kirchentüren anzutreffen ist, dort meist aber als feststehendes Element. Heute ist das Pfarrhaus in die Büroräume des Rathauses eingefügt, dessen Eingang sich auf der Rückseite des Gebäudes befindet.[12][2]

- Haus Capulet. Sein Name stammt von den charakteristischen Kopfbedeckungen der Abgeordneten der Gerichtsbarkeit von Pardies, die dort wohnten. Das aus dem 17. Jahrhundert datierte Haus befindet sich in einem vom Mauern umschlossenen Grundstück. Oberhalb seiner Eingangstür, die von der Straße aus nicht sichtbar ist, ist ein Zwillingsfenster in die Fassade eingelassen, das mit Blattwerk und Girlanden verziert ist.[13]

- Wassermühle von Os-Marsillon. Sie gehörte dem Laienkloster und besaß einst drei Mühlsteine. Die Bewohner des Dorfes waren verpflichtet, gegen eine Gebühr ihr Korn dort zu mahlen. Heute ist die Wassermühle längst in ein Wohnhaus umgewandelt und ihre frühere Funktion ist noch an dem gut erhaltenen Austrittskanal zu erkennen.[14]

## Wirtschaft und Infrastruktur

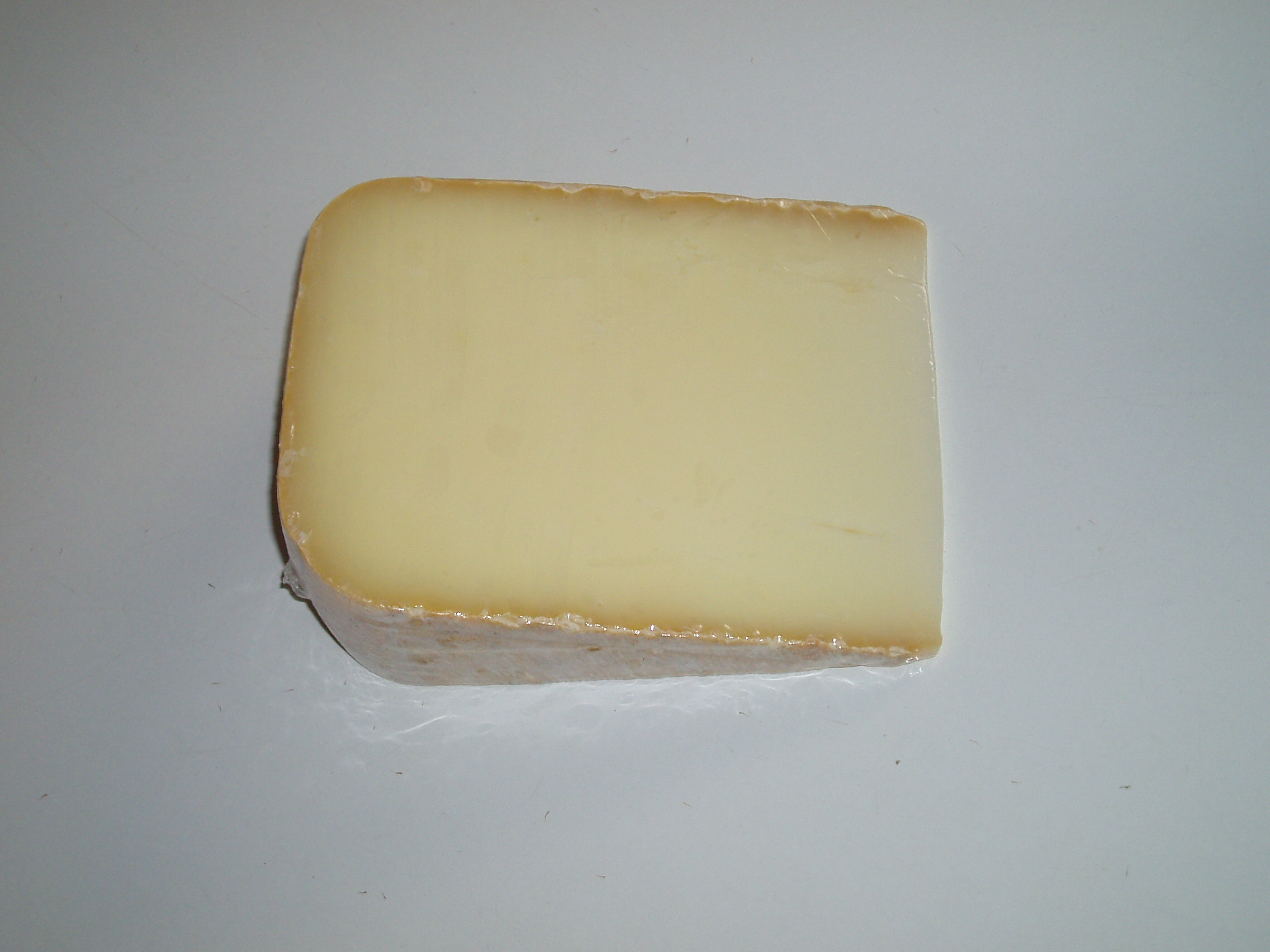
Ossau-Iraty

Os-Marsillon liegt in der Zone AOC des Ossau-Iraty, eines traditionell hergestellten Schnittkäses aus Schafmilch.

### Bildung
Die Gemeinde verfügt über eine öffentliche Vorschule mit 27 Schülerinnen und Schülern im Schuljahr 2017/2018.

### Verkehr
Os-Marsillon wird durchquert von den Routes départementales 33 und 533.